# بيرسونية طويلة الأوراق
بيرسونية طويلة الأوراق (الاسم العلمي:Persoonia longifolia) هي نوع غير مؤكد من النباتات تتبع جنس البيرسونية من الفصيلة البروطية.